# The Yes Album
| Recensione | Giudizio    |
| ---------- | ----------- |
| Discogs    |             |
| All Music  |             |
| Ondarock   | Consigliato |

The Yes Album è il terzo album in studio del gruppo rock progressivo inglese degli Yes, pubblicato nel 1971. Fu il primo album della band a raggiungere il successo e a vendere oltre un milione di copie.

## Storia
L'album segnò il debutto nel gruppo del chitarrista Steve Howe e l'ultimo con Tony Kaye il quale si alternò durante le sessioni di registrazione a diversi strumenti come l'Hammond e il pianoforte ma anche, seppur controvoglia e su richiesta del resto della band, al sintetizzatore moog. Il bassista Chris Squire partecipa alla scrittura di tutti i brani più lunghi e durante la registrazione il suo strumento fu collegato a due amplificatori in modo da inviare le note basse a quello del basso e le più alte a quello di una chitarra in modo da risolvere alcune problematiche legate alla distorsione del suono del basso. I testi inoltre, opera di Jon Anderson, incominciano a essere intesi da questi alla stregua di uno strumento, cosa che gli comporterà in futuro anche l'accusa di impiegare parole casuali col solo fine di ricercare l'armoniosità a discapito del significato. Il brano che determina il successo radiofonico dell'album è "I've Seen All Good People".
Secondo la testimonianza del bassista Chris Squire, il successo del disco si dovette anche a una circostanza piuttosto fortunata. Nella settimana in cui uscì l'album, le poste inglesi erano in sciopero. Di conseguenza, le classifiche settimanali venivano compilate raccogliendo i dati di vendita da pochi negozi campione. L'agente degli Yes era in contatto con il proprietario di uno di tali negozi, e si assicurò personalmente che il negozio avesse una scorta abbondante di copie di The Yes Album.
In The Yes Album emergono per la prima volta alcune delle caratteristiche peculiari del "periodo classico" degli Yes, destinato a culminare negli anni successivi con Fragile prima e poi con Close to the Edge:
- con l'ingresso di Howe, gli Yes si presentano decisamente come un supergruppo, ovvero una band composta unicamente da virtuosi dei rispettivi strumenti. Gli arrangiamenti che ne conseguono sono talmente complessi che sono stati a volte definiti come la sovrapposizione di una linea solista per strumento;
- Steve Howe, appena entrato nella band, assume subito un ruolo prominente, anche a livello compositivo;
- rispetto agli album precedenti Yes e Time and a Word, la band inizia a esplorare brani più lunghi e articolati, come Yours Is No Disgrace o Perpetual Change, eventualmente strutturati esplicitamente in parti (come Starship Trooper).

The Yes Album è considerato uno degli album classici del rock anni '70 in generale e del progressive in particolare. Quasi tutti i brani sono stati riproposti dal vivo lungo tutta la carriera del gruppo. I've Seen All Good People è uno dei brani più suonati dal vivo dagli Yes, tipica encore di molti dei loro spettacoli.

## Accoglienza
Pubblicato a febbraio 1971, dopo un mese raggiunse la quarta posizione della classifica britannica e, negli Stati Uniti, raggiunge col tempo la posizione numero 40 vendendo un milione di copie.

## Tracce
Lato A
1. Yours Is No Disgrace (Jon Anderson/Chris Squire/Steve Howe/Tony Kaye/Bill Bruford) - 9:41
2. Clap (Howe) - 3:17 (*)
3. Starship Trooper - 9:28
  - Life Seeker (Anderson)
  - Disillusion (Squire)
  - Würm (Howe)

- Lato B

1. I've Seen All Good People - 6:55
  - Your Move (Anderson)
  - All Good People (Squire)
2. A Venture (Anderson) - 3:18
3. Perpetual Change (Anderson/Squire) - 8:52

(*) Registrata dal vivo al Lyceum Theatre, Londra, 17 luglio 1970.
The Yes Album è stato rimasterizzato nel 2003 e pubblicato su CD con le seguenti tracce bonus:
1. Your Move (Single Version) (Anderson) - 3.00
2. Starship Trooper: Life Seeker (Single Version) (Anderson) - 3.28
3. Clap (Studio Version) (Howe) - 4.02

## Formazione
- Jon Anderson: voce, percussioni
- Chris Squire: basso, seconde voci
- Steve Howe: chitarra elettrica e acustica, vachalia, seconde voci
- Tony Kaye: piano, organo, moog
- Bill Bruford: batteria, percussioni

## Curiosità
- La sezione Your Move di I've Seen All Good People (che è una delle prime composizioni scritte da Jon Anderson) include diversi riferimenti all'opera di John Lennon: un verso include l'espressione "Instant Karma" e i cori in sottofondo nella parte finale ripetono la frase: «All we are saying is give peace a chance».
- La sezione Disillusion di Starship Trooper è una rielaborazione di un brano precedente di Chris Squire, For Everyone, in seguito apparso sulla raccolta Something's Coming. Analogamente, la sezione Würm deriva da Nether Street, che Steve Howe aveva scritto quando suonava nei Bodast. Alcune fonti ufficiali riportano il titolo senza umlaut, altre con: il Würm è un fiume della Baviera, nonché il nome dell'ultima glaciazione.
- La traccia strumentale Clap, scritta da Steve Howe per il figlio Dylan e registrata dal vivo presso il Lyceum Theatre di Londra, venne introdotta erroneamente da Jon Anderson come The Clap. Su insistenza della casa discografica Atlantic Records, e nonostante l'opposizione strenua di Howe, il brano venne depositato con questo titolo, salvo poi essere corretto nelle versioni successive dell'album.
- Nella ristampa italiana del 1976 sono presenti alcuni errori: il titolo in copertina viene abbreviato in The Yes e nonostante sul retro vi sia stampata la sequenza corretta delle tracce, quella della ristampa italiana sposta Clap nel secondo lato, tra A Venture e Perpetual Change[senza fonte].